# Jane Sowerby
Jane Sowerby – kanadyjska aktorka, scenarzystka i reżyser. Najbardziej znana z serialu Gwiazda od zaraz, gdzie gra Victorię Harrison.

## Filmografia
- 2007: Wide Awake jako kobieta
- 2006: On Chestnut Street, Christmas jako Linda Markham
- 2004–2006: Gwiazda od zaraz (Instant Star) jako Victoria Harrison
- 2004: 11:11 jako Ciotka Lydia
- 2004: Cyrograf (Collector) jako Marcy (gościnnie)
- 2004: Ill Fated jako Jan
- 2003: Arbor Vitae jako kobieta
- 2003: How It All Went Down jako madame X
- 2002: Kanciarze (Cheats) jako kobieta
- 2002: Jane Post jako Jane Post
- 2002–2005: Sue Thomas: Słyszące oczy FBI (Sue Thomas: F.B.Eye) jako Monica Bennett (gościnnie)
- 2001: Błąd systemu (Cabin Pressure) jako matka
- 2001: Niesamowite opowieści (Night Visions) jako Clair  (gościnnie)
- 2001: Anatomy of a Hate Crime jako Roxanne Du Bois
- 2001: Bananowa liga  jako Julie Beston
- 2001: Niesamowita częstotliwość (Strange frequency) jako Krista
- 2001: Afera poniżej zera (Out Cold) jako Powder Room Woman
- 2000: Kosmaty zawodnik jako Julie Beston
- 2000: Linda McCartney Story jako Chrissy Hynde
- 2000: 2gether jako matka Q.T.
- 2000: Mała syrenka (The Little Mermaid II: Return to the Sea) jako kelnerka
- 2000–2002: Tajemniczy element (Mysterious Ways) jako Fran (gościnnie)
- 2000–2002: Cień anioła (Dark Angel) jako żona - urzędniczka (gościnnie)
- 1999: Mroczne przeznaczenie (Twist of Faith) jako Mary Singer
- 1999–2000: Ryzykowna Gra (Harsh Realm) jako Służąca Slatera (gościnnie)
- 1998–2005: Wydział spraw zamkniętych (Cold Squad) jako Lisa MacIntosh (gościnnie)
- 1998–2005: Na tropie zbrodni (Da Vinci’s Inquest) jako Kate Mizlowski (gościnnie)
- 1998–2004: Mentors jako Peggy Cates (2000−2002)
- 1997–1999: Fatalny rewolwer (Dead Man’s Gun) jako Vivian (gościnnie)
- 1996–1999: Mroczne dziedzictwo (Poltergeist: The Legacy) jako Alice Burke (gościnnie)
- 1995–2002: Po tamtej stronie (Outer Limits) jako Ruth/Susan(gościnnie)
- 1995: Ski School 2 jako Joyce
- 1994: Mroczna postać (Voices from Within) jako Debi
- 1993–1994: Cobra  jako Lee Ann Stygers
- 1992–1998: Nieśmiertelny (Highlander) jako Claire (gościnnie)